# He Zi
He Zi (chinesisch 何姿, Pinyin Hé Zī, * 10. Dezember 1990 in Nanning) ist eine chinesische Wasserspringerin. Im Kunstspringen startet sie vom 1-m- und 3-m-Brett und seit 2010 mit Wu Minxia im 3-m-Synchronspringen.

## Sportliche Karriere
He Zi nahm an der Weltmeisterschaft 2007 in Melbourne teil. Vom 1-m-Brett gewann sie überraschend vor Blythe Hartley aus Kanada und Julija Pachalina aus Russland die Goldmedaille. Nach dem Rücktritt von Guo Jingjing bildete He Zi mit Wu Minxia ein neues 3-m-Synchronpaar, das Duo gewann bei der Heimweltmeisterschaft in Shanghai überlegen die Goldmedaille. Vom 3-m-Brett gewann He Zi zudem die Silbermedaille hinter ihrer Synchronpartnerin Wu Minxia.
Bei den Asienspielen 2006 in Doha gewann sie Silber vom 1-m- und 3-m-Brett, 2010 Gold vom 3-m-Brett. 2010 konnte sie beim FINA-Weltcup zwei Siege erringen, im Einzel vom 3-m-Brett und mit Wu Minxia im 3-m-Synchronspringen.
Am 28. Juni 2007 nahm He Zi am Auswahlwettbewerb der chinesischen Nationalmannschaft für die Olympischen Spiele 2008 teil. Ihre 3-m-Synchronpartnerin war die Olympiasiegerin von 2004, Li Ting. In der zweiten Runde des 3-m-Synchronvorkampfes sprang He Zi statt des gemeldeten Rückwärtssprungs einen Delphinsprung. He Zi drehte somit entgegengesetzt zu ihrer Partnerin. Sie bemerkte den Fehler erst, als auf der Anzeigetafel 0 Punkte stand. Das Duo verpasste so die Olympiaqualifikation.
Bei den Olympischen Spielen 2012 gewann He Zi zusammen mit Wu Minxia das Synchronspringen vom 3-Meter-Brett, in der Einzelwertung belegte sie hinter Wu Minxia den zweiten Platz.
Bei den Olympischen Spielen 2016 gewann He Zi im Einzel-Kunstspringen vom 3-Meter-Brett die Silbermedaille hinter Shi Tingmao. Während der anschließenden Siegerehrung machte ihr Teamkollege Qin Kai einen Heiratsantrag, den sie annahm.